# يان باومان

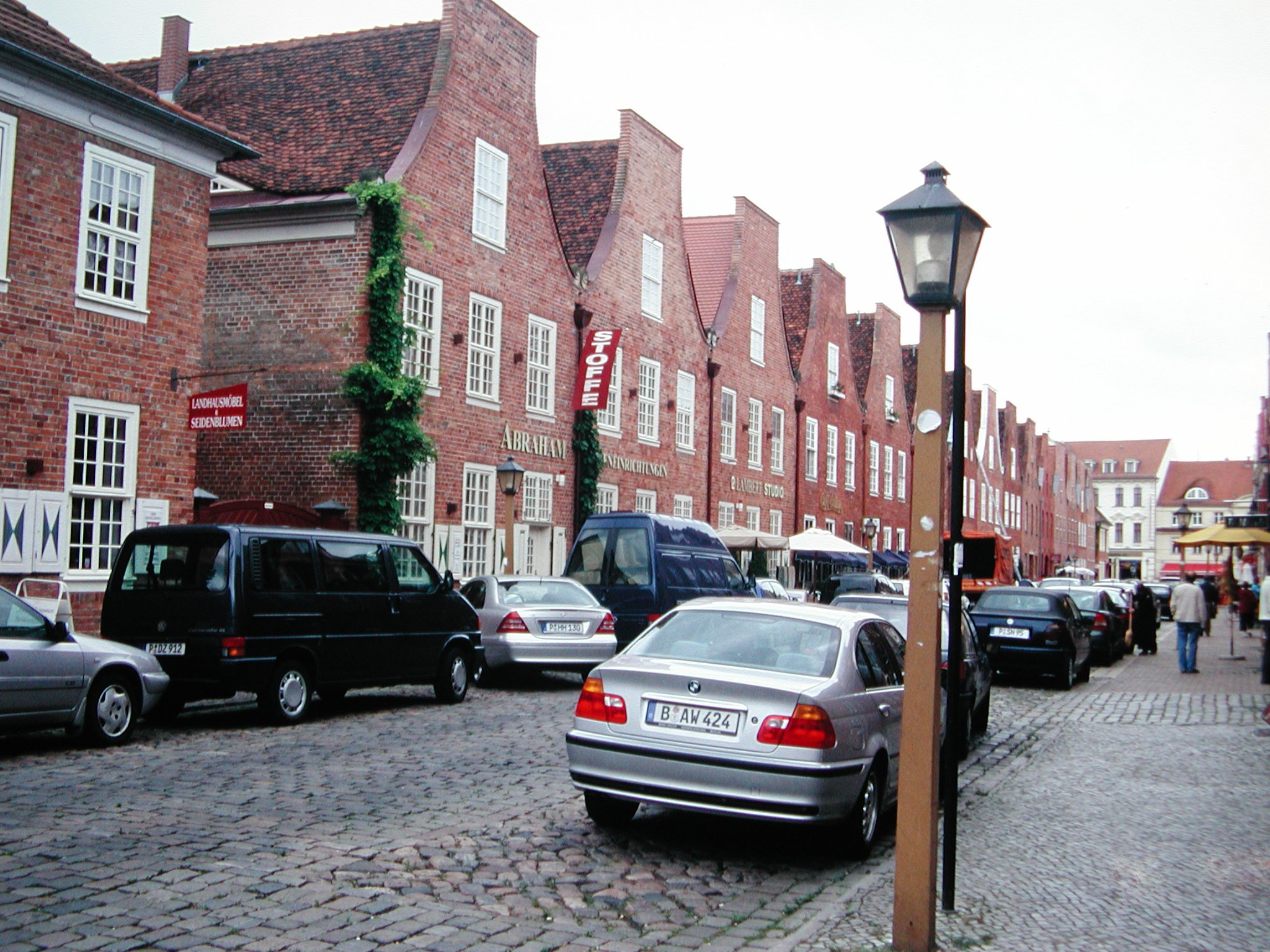
المربع الهولندي في بوتسدام

يان باومان (أمستردام، 28 أغسطس 1706 - برلين، 6 سبتمبر 1776) كان معمارياً هولندياً،
معروف بعمله وتصميمه كمقاول عام لDutch Quarter في بوتسدام. قام بتصميم قنواتها وساحاتها جنباً إلى جنب مع Berlin Gate ببوتسدام، وصالة البلدة، وقد تأثر الأخير بالقصر الملكي في أمستردام.